# اکبر آقابابایی
اکبر آقابابایی (زاده ۱۴ اسفند ۱۳۳۹ اصفهان – درگذشته ۴ شهریور ۱۳۷۵ تهران) نظامی اهل ایران بود، که در خلال جنگ ایران و عراق از اعضای سپاه پاسداران انقلاب اسلامی محسوب می‌شد. از مسئولیت‌های وی می‌توان به مسئول عملیات سپاه سنندج، معاون عملیات سپاه کردستان، فرماندهی تیپ ۱۸ الغدیر و سپاه یزد، قائم‌مقام فرماندهی لشکر ۱۴ امام‌حسین و معاونت عملیات نیروی قدس اشاره کرد.

## زندگی
اکبر آقا بابایی در ۱۴ اسفندِ ۱۳۳۹ شهر اصفهان زاده شد. وی در زمان نوجوانی اوقات فراغت خویش را در کارخانه «سنگ‌بری» سپری می‌کرد، و از این طریق به تأمین معاش خانوادهٔ خود کمک می‌کرد.
این فرمانده ایرانی در بهمن سال ۱۳۵۷ (مصادف با وقوع انقلاب اسلامی ایران) در کمیته دفاع-شهریِ شهرستان اصفهان به فعالیت پرداخت و پس از مدتی به عنوان مربی تاکتیک و سلاح در سپاه پاسداران در اصفهان مشغول گردید و با شروع «غائله کردستان»، به عنوان مسئول عملیات سپاه سنندج منصوب شد.
آقابابایی در سال ۱۳۶۲ در «سِمت فرماندهی عملیات ناحیه شمال غرب و کردستان» منصوب گردید، سپس به فرماندهی تیپ ۱۸ الغدیر انتخاب شد. وی در زمان جنگ ایران و عراق، در عملیات‌های مختلفی از جمله کربلای ۵ حضور داشت و در چند عملیات مجروح گردید. وی در بمباران شیمیایی در این عملیات (کربلای ۵) به شدت مجروح شد.

## زندگی شخصی
آقابابایی در سال ۱۳۶۳ ازدواج کرد. خطبه عقد وی را سید روح‌الله خمینی جاری کرد. ثمره این ازدواج، دو فرزند دختر است. فرزند کوچک ایشان در سال ۱۴۰۴ به علت بیماری فوت کردند. 

## تحصیلات
آقابابایی در سال ۱۳۷۰ در رشته علوم سیاسی در دانشگاه اصفهان به تحصیل پرداخت.

## مسئولیت‌ها
- مربی و مسئول کمیته تاکتیک پادگان آموزشی ۱۵ خرداد اصفهانُ
- فرماندهی طرح و عملیات سپاه سنندج (اسفندماه ۱۳۵۹)[۱]
- فرماندهی تیپ ۱۱۰ شهید بروجردی (فروردین ۱۳۶۴)[۱]
- فرمانده تیپ ۱۸ الغدیر (اردیبهشت ۱۳۶۶)[۱]
- گذراندن دوره فرماندهی و ستاد (دافوس) با موفقیت و دریافت درجه سرتیپ دومی در ۲۹ سالگی[۱][۱]
- قائم‌مقام فرماندهی لشکر ۱۴ امام‌حسین (شهریور ۱۳۶۷)[۱]
- معاون عملیات یکی از یگان‌های سپاه پاسداران (سپاه قدس) (۱۳۷۲)[۲]
- دریافت درجه سرتیپی (۳ شهریور ۱۳۷۶)[۲]

## آثار مرتبط

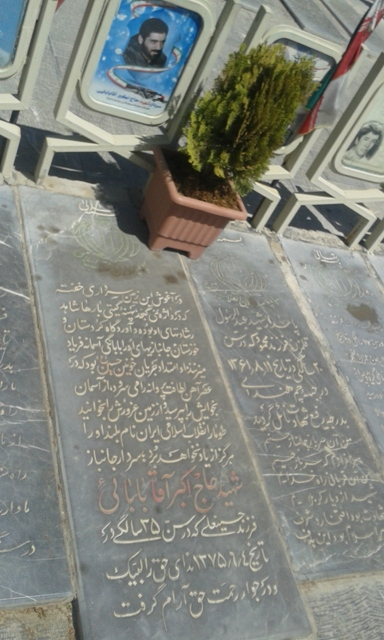
مزار اکبر آقابابایی

- سنگر مدیریت، نوشته امیرحسین دهخدایی[۱۲]
- در قلب کردستان، نوشته ابوالقاسم شکری. در این کتاب خاطرات شفاهی ۲۰ نفر از جمله سید یحیی رحیم‌صفوی و مصطفی ایزدی از آقابابایی درج شده‌است.[۱۳]

## درگذشت
آقابابایی در ۴ شهریور ۱۳۷۵ به دلیل آثار باقیمانده از مجروحیت خود ناشی از حملات شیمیایی عراق، درگذشت.